# Ecnomus falciferus
Ecnomus falciferus is een schietmot uit de familie Ecnomidae. De soort komt voor in het Afrotropisch gebied.